# João Gualberto do Amaral
João Gualberto do Amaral (Aguapé, 1873 - 28 de janeiro de 1948) foi um sacerdote e intelectual brasileiro. 

## Biografia
Nascido em Aguapé-MG, estudou no Seminário de Mariana, sendo ordenado sacerdote em 1895. Doutorou-se em Direito Canônico em Roma, assumindo, após seu retorno para o Brasil, as cadeiras de Teologia Moral e Direito Canônico no Seminário Maior de São Paulo. A partir de 1914 estabeleceu-se no Rio de Janeiro, onde durante trinta anos foi capelão do Colégio Assunção, no bairro de Santa Teresa. Ficou famosos pelas conferências apologético-científicas realizadas no Círculo Católico a convite do Cardeal Arcoverde. Entre seus ouvintes estavam figuras importantes como Rui Barbosa, Oswaldo Cruz, Miguel Couto e Carlos de Laet. Além do conhecimento teológico e filosófico, era grande conhecedor de física e matemática. 
Foi também capelão do Carmelo São José em Petrópolis. 

## Refutação a Ferri

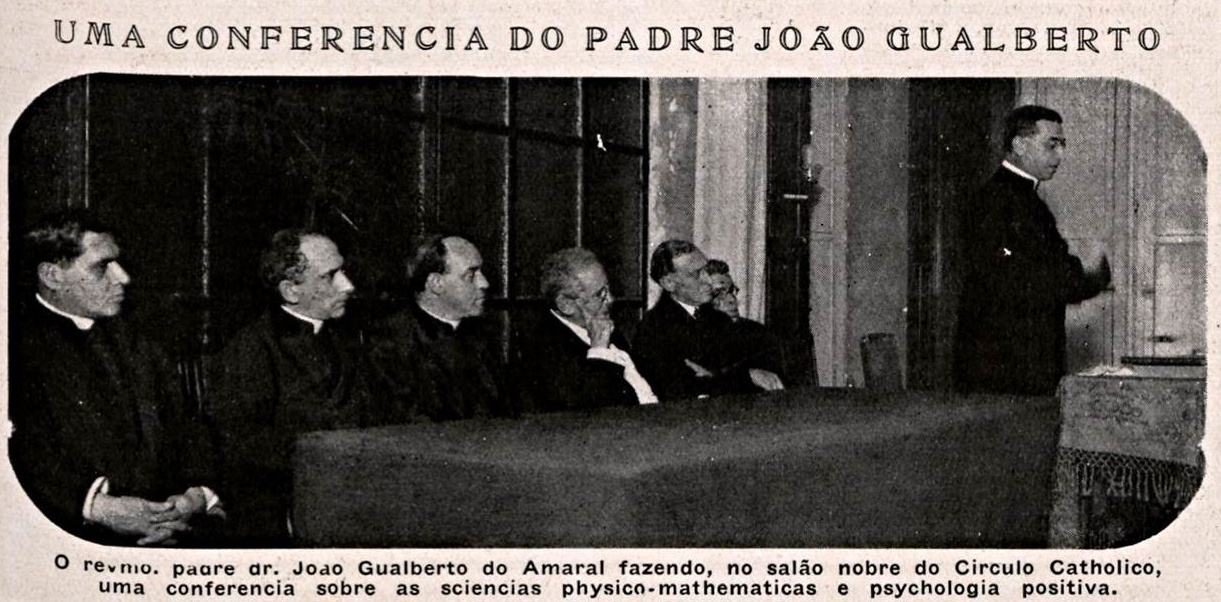
Conferência do Pe. João Gualberto do Amaral (de pé) no Círculo Católico do Rio de Janeiro.

Em 1908 o Pe. João Gualberto se tornou famoso graças a três conferências por ele feitas aos alunos da Faculdade de Direito de São Paulo refutando os argumentos do criminologista italiano Enrico Ferri, que havia feito conferências na capital paulista. Em uma delas, Ferri chegou a afirmar a inferioridade biológica da mulher. Reconhecido por seu conhecimento profundo em direito e em biologia, os próprios estudantes convidaram o Pe. João Gualberto, que refetou os argumentos do jurista, sendo reconhecido pela imprensa e pelo próprio Ferri. 
Em 1948 a Editora Vozes republicou as conferências de João Gualberto do Amaral com o título Refutação a Ferri: três conferências realizadas em São Paulo em 1908.

## Livro do Mértiro
Em 1943 o presidente Getúlio Vargas inscreveu o nome do Pe. João Gualberto do Amaral no Livro do Mérito, em cerimônia no Palácio do Catete, reconhecendo o grande valor do sacerdote católico para o Brasil.